# Valmadrid
Valmadrid é um município da Espanha na província de Saragoça, comunidade autónoma de Aragão. Tem 50,4 km² de área e em 2021 tinha 98 habitantes (densidade: 1,9 hab./km²).

## Demografia
| Variação demográfica do município entre 1991 e 2004 | Variação demográfica do município entre 1991 e 2004 | Variação demográfica do município entre 1991 e 2004 | Variação demográfica do município entre 1991 e 2004 |
| --------------------------------------------------- | --------------------------------------------------- | --------------------------------------------------- | --------------------------------------------------- |
| 1991                                                | 1996                                                | 2001                                                | 2004                                                |
| 77                                                  | 63                                                  | 74                                                  | 100                                                 |